# Наро-Фоминск
На́ро-Фоми́нск — город в Московской области Российской Федерации; административный центр Наро-Фоминского городского округа.
Первое известное документальное упоминание пустоши Фоминское, располагавшейся на месте центра города, датируется 1629 годом.
В 1925 году село Наро-Фоминское было преобразовано в рабочий посёлок; в 1926 году поселение приобрело статус города. В 2009 году Наро-Фоминску присвоено почётное звание «Город воинской славы».

## География

### Географическое положение
Город расположен на южном макросклоне Смоленско-Московской возвышенности к юго-западу от Москвы, на 70-м километре Киевского шоссе, в 56 километрах от МКАД, в 7 километрах к юго-западу от Троицкого административного округа города Москвы.
В черте города протекают реки Нара и её притоки — Гвоздня и Берёзовка.

### Климат
Согласно климатическому районированию России, Наро-Фоминск находится в атлантико-континентальной европейской (лесной) области умеренного климатического пояса. Средняя температура воздуха наиболее холодного месяца года (января) −6,9 °С, наиболее тёплого (июля) — +18,7 °С. Самая низкая за 100 лет наблюдений температура составила −54 °C. Среднегодовая норма осадков довольно значительна — 649 мм. Самый сухой месяц — апрель (в среднем 34 мм осадков), самый дождливый — июль (81 мм). Разница между самым сухим и самым дождливым месяцами составляет в среднем 47 мм, а изменение среднемесячной температуры воздуха в течение года — около 26 °С.
Всемирная метеорологическая организация приняла решение о необходимости расчёта двух климатических норм: климатологической стандартной и опорной. Климатологическая стандартная норма обновляется каждые десять лет, опорная норма охватывает период с 1961 г по 1990 г.
| Показатель                            | Янв. | Фев. | Март | Апр. | Май  | Июнь | Июль | Авг. | Сен. | Окт. | Нояб. | Дек. | Год |
| ------------------------------------- | ---- | ---- | ---- | ---- | ---- | ---- | ---- | ---- | ---- | ---- | ----- | ---- | --- |
| Средняя температура, °C               | −6,9 | −6,7 | −1,5 | 6,1  | 12,8 | 16,5 | 18,7 | 16,8 | 11,2 | 5,3  | −1,1  | −5,1 | 5,5 |
| Норма осадков, мм                     | 44   | 37   | 35   | 34   | 63   | 71   | 81   | 64   | 61   | 65   | 49    | 45   | 649 |
| Источник: ФГБУ «Гидрометцентр России» |      |      |      |      |      |      |      |      |      |      |       |      |     |

| Показатель                    | Янв.  | Фев.  | Март | Апр. | Май  | Июнь | Июль | Авг. | Сен. | Окт. | Нояб. | Дек. | Год |
| ----------------------------- | ----- | ----- | ---- | ---- | ---- | ---- | ---- | ---- | ---- | ---- | ----- | ---- | --- |
| Средний суточный максимум, °C | −6    | −4,8  | 0,9  | 10   | 17,7 | 21,6 | 23,2 | 21,7 | 15,6 | 8,0  | 0,6   | −3,6 | 8,8 |
| Средняя температура, °C       | −9,1  | −8,6  | −3,3 | 5,0  | 12,0 | 16,0 | 17,8 | 16,1 | 10,6 | 4,5  | −1,8  | −6,2 | 4,4 |
| Средний суточный минимум, °C  | −12,5 | −12,6 | −7,3 | 0,4  | 6,2  | 10,3 | 12,5 | 11,0 | 6,4  | 1,4  | −4,2  | −9   | 0,2 |
| Норма осадков, мм             | 35    | 31    | 30   | 35   | 52   | 71   | 83   | 73   | 60   | 53   | 45    | 40   | 608 |
| Источник: Climate-data.ru     |       |       |      |      |      |      |      |      |      |      |       |      |     |

## История

### XVII век
В 1610 году вблизи села Фоминское в пределах современной городской черты произошла битва на Наре между крымскими татарами и войском Лжедмитрия II. В первой трети XVII века местность, где сейчас располагается Наро-Фоминск, административно входила в состав Суходольского стана Боровского уезда и после периода Смуты и польско-литовского нашествия находилась в запустении. В 1629 году здесь числилась «пустошь Фоминская на реке на Наре», принадлежавшая князю Семёну Петровичу Барятинскому (умер в 1667).
К 1646 году пустошь была заселена владельцем имения и получила статус сельца: «в поместье сельцо Фоминское» у князя С.П. Барятинского имелось девять крестьянских и бобыльских дворов. В 1654 году, с возведением на пустовавшей старой церковной земле храма святого Николая с приделом святого Георгия Страстотерпца, Фоминское вновь стало селом.
В 1691 году, после смерти князя Якова Семёновича Барятинского, Фоминское унаследовали его племянники: князья Семён, Михаил и Фёдор Фёдоровичи Барятинские. К 1705 году в Фоминской вотчине было уже 44 двора и 144 души мужского пола.

### XIX век

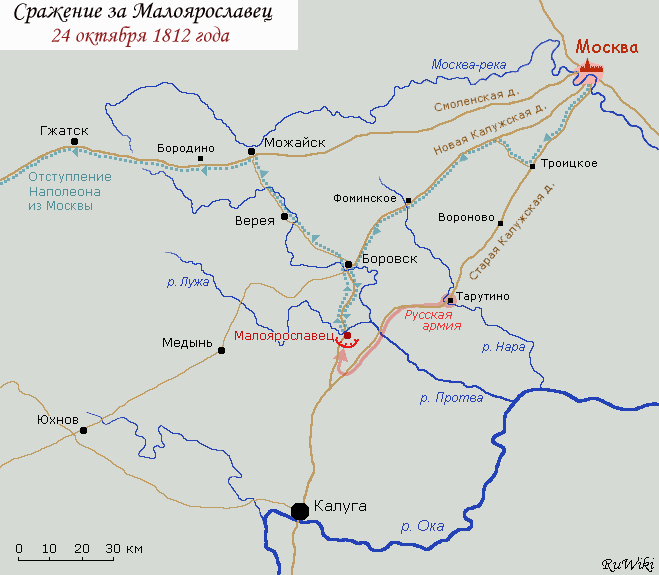
Отступление Наполеона из Москвы.
Сражение за Малоярославец.

Во время Отечественной войны 1812 года в октябре французская армия (110 тысяч) с огромным обозом стала покидать Москву сперва по старой Калужской дороге, а потом по новой. Наполеон избрал путь отступления к Смоленску через Калугу, так как этот маршрут проходил через неразорённые места.
9 (21 октября) передовые части авангарда Евгения Богарне по новой Калужской дороге прибыли в село Фоминское. 10 (22 октября) отступающая армия Наполеона прошла через село Фоминское. В селе останавливался сам Наполеон, откуда написал письмо своей жене. 10 (22 октября) М. И. Кутузов послал в Фоминское войско под командованием Д. С. Дохтурова, чтобы напасть на отряд французов, который по показаниям разведчиков, разместился в селе. Однако по пути Дохтуров узнал, что в селе не отдельный отряд, а почти вся французская армия во главе с Наполеоном, которая продвигается к Боровску и Малоярославцу. Дохтуров не пошёл в Фоминское, а повернул на Малоярославец. Село Фоминское упоминается в романе Л. Н. Толстого «Война и мир». Сцена с донесением М. И. Кутузову об обнаружении Дохтуровым основных сил французов в Фоминском (т.4 ч.2 гл.15—16).
В 1830-х годах помещик Дмитрий Петрович Скуратов приобрёл деревню Малая Нара. А в 1840 году он и Николай Дмитриевич Лукин организовали бумагопрядильную фабрику. Эта фабрика стала градосоздающим предприятием.
В 1845 году владельцами бумагопрядильной фабрики было получено разрешение на строительство в селе Фоминском новой церкви. Прежняя деревянная церковь Святителя Николая сгорела в 1812 году вместе со всем селом при отступлении французских войск. К 1852 году на левом берегу реки Нары была построена каменная церковь Святителя Николая. Население в 1852 году составляло 365 чел.
В 1863 году в селе открылось одноклассное училище, а в 1882 оно стало двухклассным.
В 1864 году фабрику приобрели московские купцы Якунчиковы (отец и сын Василий). С тех пор Фоминское и Малая Нара стали называться общим именем: село Наро-Фоминское.
Вблизи Малькова во второй половине XIX века возникли посёлки Введеновка и Бутырки, где селились приехавшие для работы на фабрике.
В 1892 году началось строительство ткацкого шедового корпуса, а к концу XIX века возник фабричный посёлок, в котором были больница, аптека, баня, пекарня, читальня.
В усадьбе Якунчиковых на реке Наре бывали Антон Чехов, Константин Станиславский, художник Игорь Грабарь.

«Фабрика принадлежала Якунчиковым, жившим в той же Наре, вдали от села, в лесу, в котором они выстроили дом и устроили усадьбу с парком. Старик В. И. Якунчиков жил безвыездно в Москве. Это был среднего роста человек с седыми бакенбардами, совсем не похожий на коммерсанта, а скорее напоминавший одного из тех сенаторов, которых я часто видал у Ф. М. Дмитриева. Младший сын его, Н. В. Якунчиков, был дипломатом, атташе лондонского посольства, а старший — Владимир Васильевич — с женой Марией Фёдоровной жили летом на даче в Наре.» 
Из воспоминаний Игоря Эммануиловича Грабаря.

### СССР
В 1918 село стало центром Наро-Фоминского уезда. По решению губисполкома от 18 апреля образовывается самостоятельный Наро-Фоминский уезд из четырёх волостей: Руднинской, Ташировской, Рождественской и Петровской.
В 1918—1922 годах действовало Наро-Фоминское уездное управление советской рабоче-крестьянской милиции.
В 1922 году в связи с рядом преобразований Московской губернии Наро-Фоминский уезд временно присоединили к Звенигородскому. Село Наро-Фоминское становится центром волости. Уездный центр — Звенигород.
17 августа 1925 года постановлением президиума ВЦИК село было преобразовано в рабочий посёлок. В посёлке насчитывалось около 16 тыс. человек.
15 марта 1926 года президиумом ВЦИК было принято решение о преобразовании рабочего посёлка в город Нара-Фоминское. В его состав вошли также село Мальково, деревня Бутырки, деревня Ново-Фёдоровка, посёлок Введеновка.
В 1927 году в городе появился водопровод, а в 1928 появилось электричество, подаваемое от электростанции фабрики.
В 1929 году была проведена административная реформа. Нара-Фоминское стал центром Наро-Фоминского района Московского округа
В 1939 году население города было 31,6 тыс. человек.

### Оборона Наро-Фоминска (1941)

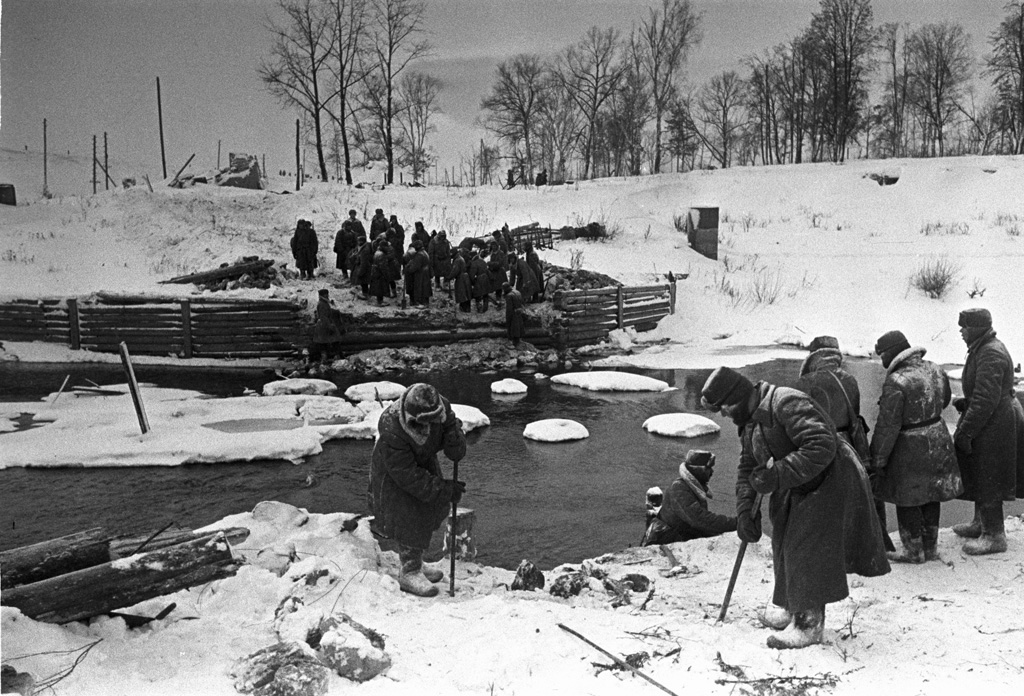
Сапёры готовятся к строительству моста после освобождения Наро-Фоминска, 28 декабря 1941 года. Фото Александра Устинова

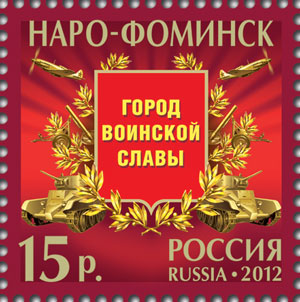
Картуш, посвящённый боевым подвигам советских войск под городом Наро-Фоминском, на котором изображены:
— высотный истребитель МиГ-3;
— 120-мм полковой миномёт обр. 1938 г.;
— лёгкий танк БТ-5.
Марка России 2012

Осенью 1941 в ходе наступления немецких войск на Москву по плану «Тайфун» Наро-Фоминск оказался на направлении главного удара.
С 17 октября 1941 город подвергался жестокой бомбардировке. 21 октября 1941 к Наро-Фоминску подошли части 4-й армии группы армий «Центр» и на следующий день захватили западную часть города. Дальнейшее продвижение на этом участке было остановлено на рубеже реки Нары 1-й гвардейской мотострелковой дивизией (33-я армия Западного фронта) под командованием полковника А. И. Лизюкова, усиленной 5-й танковой бригадой подполковника М. Г. Сахно.
Ветераны обороны Наро-Фоминска вспоминают «огненный рейд» танка КВ-1 под управлением лейтенанта Г. Г. Хетагурова. 28 октября 1941 года в захваченном немцами Наро-Фоминске неожиданно появился советский танк «КВ». Его командир Г. Г. Хетагуров предложил, а командование дивизии одобрило план: на танке проникнуть в город и разведать расположение огневых средств врага. Гитлеровцы открыли огонь по машине. На полном ходу «КВ» врезался в дом, под развалинами которых оказались автомашины и находившиеся в них солдаты. Увидев штаб вражеской дивизии, лейтенант Хетагуров точными выстрелами разбил и поджег здание. Операция длилась 1 час и 40 минут. За это время, экипаж «КВ» засек вражеские огневые точки, уничтожил несколько пушек, 6 пулеметных гнезд и до 200 оккупантов. После войны семья Хетагуровых получала многочисленные письма от однополчан и жителей г. Наро-Фоминска. Среди этих писем и письмо от исполкома городского совета Наро-Фоминска, где сообщалось: «В городе имеется большой мемориальный комплекс, посвященным всем героически сражавшимся воинам. Под Наро-Фоминском» заложен парк имени защитников Москвы. В центре его на гранитном постаменте сурово застыл тяжелый танк Георгия Хетагурова…".
1 декабря 1941 севернее и южнее Наро-Фоминска немецкие войска прорвали оборону советских войск на реке Нара, и к концу следующего дня, когда немцам удалось дойти до Юшково, Алабино и Могутово, над городом нависла угроза окружения. Однако силами резервных частей 5-й и 33-й армий немецкое наступление было остановлено и к 6 декабря немецкие части были отброшены на исходный рубеж за реку Нара.
26 декабря 1941 войска 33-й армии генерала М. Г. Ефремова полностью освободили Наро-Фоминск. В результате ожесточённых двухмесячных боёв в городе было разрушено 687 жилых зданий, в развалины превратились корпуса ткацкой фабрики.

### Вторая половина XX века
Летом 1959 года Наро-Фоминский район был укрупнён за счёт частей упразднённых Верейского и Калининского районов Московской области.
В 1976 в исторически сложившейся части города были снесены все ветхие строения. В 1980-х на освободившейся площади вырос микрорайон Мальково — нынешний центр города. Название нового микрорайона перешло к нему по наследству — веком раньше здесь, на Боровском тракте, располагалось село Мальково — с церковью, трёхклассной церковно-приходской школой, жилыми домами, лавками, складами местных купцов, торговавших в фабричном посёлке.

### Современная история
В 2004 году в состав города была включена деревня Огородная.
В феврале 2005 года в ходе муниципальной реформы в России было образовано муниципальное образование городское поселение Наро-Фоминск в составе Наро-Фоминского муниципального района. Наро-Фоминск стал административным центром и городского поселения, и муниципального района.
В июне 2017 года законом, принятым Мособлдумой 6 созыва подписанным губернатором Андреем Воробьёвым, городское поселение Наро-Фоминск было упразднено, а Наро-Фоминский район был преобразован в городской округ. Наро-Фоминск стал административным центром вновь образованного городского округа.

## Население города
| 1926    | 1931    | 1939    | 1959    | 1964    | 1967    | 1970    | 1973    | 1976    | 1979    | 1982    | 1986    |
| ------- | ------- | ------- | ------- | ------- | ------- | ------- | ------- | ------- | ------- | ------- | ------- |
| 15 900  | ↗18 400 | ↗31 613 | ↗35 419 | ↗41 000 | ↗44 000 | ↗48 651 | ↗52 000 | ↗54 000 | ↗55 858 | ↗57 000 | ↗59 000 |
| 1987    | 1989    | 1992    | 1996    | 1998    | 2000    | 2001    | 2002    | 2003    | 2005    | 2006    | 2007    |
| ↗60 000 | ↘58 292 | ↗59 100 | ↘58 600 | ↘58 300 | ↘57 700 | ↘57 400 | ↗70 475 | ↗70 500 | ↗71 000 | ↘59 142 | ↗71 000 |
| 2008    | 2009    | 2010    | 2011    | 2012    | 2013    | 2014    | 2015    | 2016    | 2017    | 2018    | 2019    |
| ↗71 400 | ↗71 630 | ↘64 665 | ↗64 700 | ↘63 942 | ↘62 971 | ↘62 295 | ↘62 268 | ↘62 055 | ↘62 002 | ↗62 119 | ↗62 970 |
| 2020    | 2021    | 2023    | 2024    |         |         |         |         |         |         |         |         |
| ↗64 902 | ↗71 121 | ↗73 163 | ↗74 493 |         |         |         |         |         |         |         |         |

На 1 января 2025 года по численности населения город находился на 213-м месте из 1124 городов Российской Федерации.

## Районы города
Микрорайоны города Наро-Фоминска: Красная Пресня, Мальково, Центральный, Привокзальный, Южный, Берёзовка, Московский, Парковый, Кантемировский, Восточный, Шибанкова.

## Экономика

### Промышленность

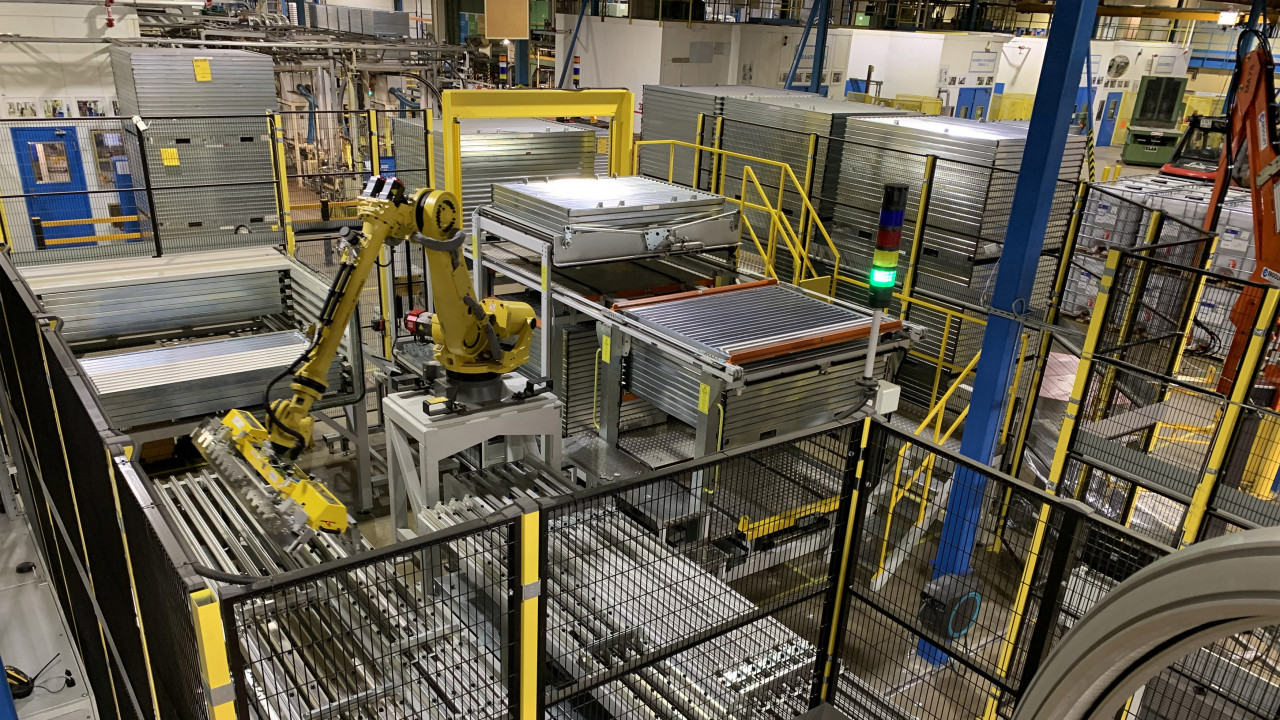
Производство алюминиевых крышек в Наро-Фоминске

- ДСК (ЗАО «Нарострой») — Наро-Фоминский домостроительный комбинат.
- Шёлковый комбинат — закрыт.
- ЗАО «Таон» — бывшая трикотажная фабрика на улице Курзенкова, основные здания которой были снесены в 2021 году.
- ООО «Кералит» — производство огнеупорных материалов и изделий на их основе.
- ООО «Арнест Упаковочные Решения Наро-Фоминск» — предприятие по производству алюминиевых банок, правопреемник ушедшей компании Ball.
- Парфюмерно-косметическая фабрика компании Avon.
- ОАО «НФМЗ» (Наро-Фоминский машиностроительный завод) — филиал ФГУП «ММПП „Салют“». Производитель деталей реактивных двигателей для самолётов марки Су, энергетических установок, ТНП.
- ОАО «НФЗПМ» (Наро-Фоминский завод пластических масс). Производство новогодней упаковки, изделий из пластических масс и изделий культурно-бытового назначения.
- ЗАО «Наро-Фоминский мясокомбинат». Комбинат работает с 1972 г. Расположен в г. Наро-Фоминске Московской области на Федеральной трассе М3 «Украина» (Киевское шоссе) в 50 км от (МКАД) г. Москвы. Занимает территорию в 3,5 га в черте города. Основные производственные площади — более 7 000 м². В состав производства входят: убойный цех; консервный цех, для производства мясных консервов; колбасное производство (выпускается более 100 наименований); цех мясных полуфабрикатов, охлаждённых и замороженных, около 30 наименований; холодильные ёмкости для единовременного хранения мяса;
- ООО Молочный завод «Наро-Фоминский» — производитель молочной продукции, а также организатор рационального питания в муниципальных садах и школах.
- ООО «Эвольвектор» — производитель образовательных конструкторов по электронике и робототехнике.
- «Мерседес-Бенц КАМАЗ» — автосервис, автотехцентр.
- «Ларезка» — группа компаний «Ларезка» занимается производством мелких деталей и больших металлоконструкций.

### Торговля
В городе работают магазины розничной торговли сетей: «Пятёрочка», «Дикси», «Атак», «Перекрёсток», гипермаркет «Лента». В декабре 2010 года на ул. Ленина был открыт торгово-развлекательный центр «Серпантин» с торговой площадью 8500 м².
На центральной улице города — площади Свободы — работают центральный рынок «Каравай», крытый рынок «Заречье», а также ТРЦ «Воскресенский пассаж».

## Транспорт

### Автомобильный
Вблизи города проходит федеральная автомобильная дорога М3 «Украина» (Киевское шоссе), которая связывает Наро-Фоминск с городом Апрелевка, с аэропортом Внуково и Москвой на северо-востоке, и с городами Обнинск, Малоярославец, Калуга, Брянск на юго-западе.
Наро-Фоминск является важным транзитным узлом, соединяющим Киевское и Минское шоссе. В целях разгрузки центра Наро-Фоминска от транзитных транспортных потоков и оптимизации улично-дорожной сети к 2019 году в городе будет построена и введена в платную эксплуатацию новая двухполосная дорога общей протяжённостью 2,6 км с мостом через р. Нару и путепроводом через ул. Калинина. Дорога соединит выходящее к трассе М1 Кубинское шоссе и выходящую на трассу М3 автодорогу «Наро-Фоминск-Васильчиново». Проектирование, строительство и эксплуатация автодороги будет осуществляться на основании заключённого между городским поселением Наро-Фоминск Нарофоминского муниципального района Московской области и ООО «Наро-Фоминская платная дорога» концессионного соглашения.
Проезд по новой дороге, минуя центр города, обеспечит автовладельцам существенную экономию времени в пути (до 25 минут) по сравнению с существующим альтернативным маршрутом, требующему около 35 минут.
Основной автовокзал ст. Нара-сев. находится к северу от ж.д. станции Нара. Но многие маршруты отправляются от ст. Нара-южн. (ул. Московская) к югу от ж.д. станции (связаны пешеходным туннелем под станцией).
Автобусные перевозки осуществляет Наро-Фоминское ПАТП (филиал ГУП Московской области «Мострансавто»). Также работают маршрутные такси по автобусным и по своим маршрутам.
Важнейшую роль играет междугородний маршрут автобуса № 309 Наро-Фоминск (ст. Нара-сев.) — Москва (метро «Саларьево») по Киевскому шоссе через Большую Москву (рп Киевский, Рассудово) пос. Селятино, г. Апрелевка, и далее по Большой Москве. Частота хождения — каждые 25 минут в будни, 30 минут в выходные (в некоторые предыдущие годы было 15/20), дополняется частыми маршрутками (от метро работает до полуночи). Время до метро — 50-55 минут
В городе работают 12 внутригородских автобусных маршрутов. Их обслуживает ООО «Мострансавто» совместно с прочими коммерческими перевозчиками.
- 1к: Станция Нара — Латышская улица (микроавтобус, полукольцевой)
- 3: Станция Нара — микрорайон Восточный
- 4: Юность — Латышская улица
- 7: Улица Шибанкова — Больница
- 8: Станция Нара — Улица Шибанкова
- 9: Улица Шибанкова — Латышская улица
- 10: Поликлиника — ст. Нара — Озёрный
- 11 к: Академия Фрунзе — Южный
- 14 к: Станция Нара — ул. Рижская (микроавтобус, полукольцевой)
- 16 к: Академия Фрунзе — Поликлиника (микроавтобус)
- 17 к: Академия Фрунзе — Красная Пресня — Профучилище № 40 (микроавтобус)
- 30 к: Улица Шибанкова — Красная Пресня — ДСК ГРАД (микроавтобус)

Также действуют 15 пригородных автобусных маршрутов:
- 20 — ст. Нара — Могутово
- 21 — Наро-Фоминск (Красная Пресня) — ст. Нара — Бекасово
- 23 — ст. Нара — Верея
- 24 — ст. Нара — Каменское — Зинаевка
- 25 — Наро-Фоминск (Поликлиника) — ст. Нара — Молодёжный
- 26 — ст. Нара — Головково
- 27 — ст. Нара — Кубинка
- 28 — ст. Нара — Восток — Архангельское
- 29 — ст. Нара — Тишинка
- 33 — Поликлиника — Нефедово
- 36 к — ст. Нара — Восток — Тишинка (микроавтобус)
- 51 к — Наро-Фоминск — Мякишево (микроавтобус)
- 54 к — Наро-Фоминск — СТ Берёзка (микроавтобус)
- 1023 (бывший 30 до 1 июля 2012) Наро-Фоминск (Поликлиника) — ст. Нара-южн.(ул. Московская) — Тарасково (Москва)
- 1037 (бывший 37 до 1 июля 2012, до середины 2000-х 39 и 43) пос. Киевский (Москва) — ст. Нара-южн.(ул. Московская) — Новая Ольховка

### Железнодорожный

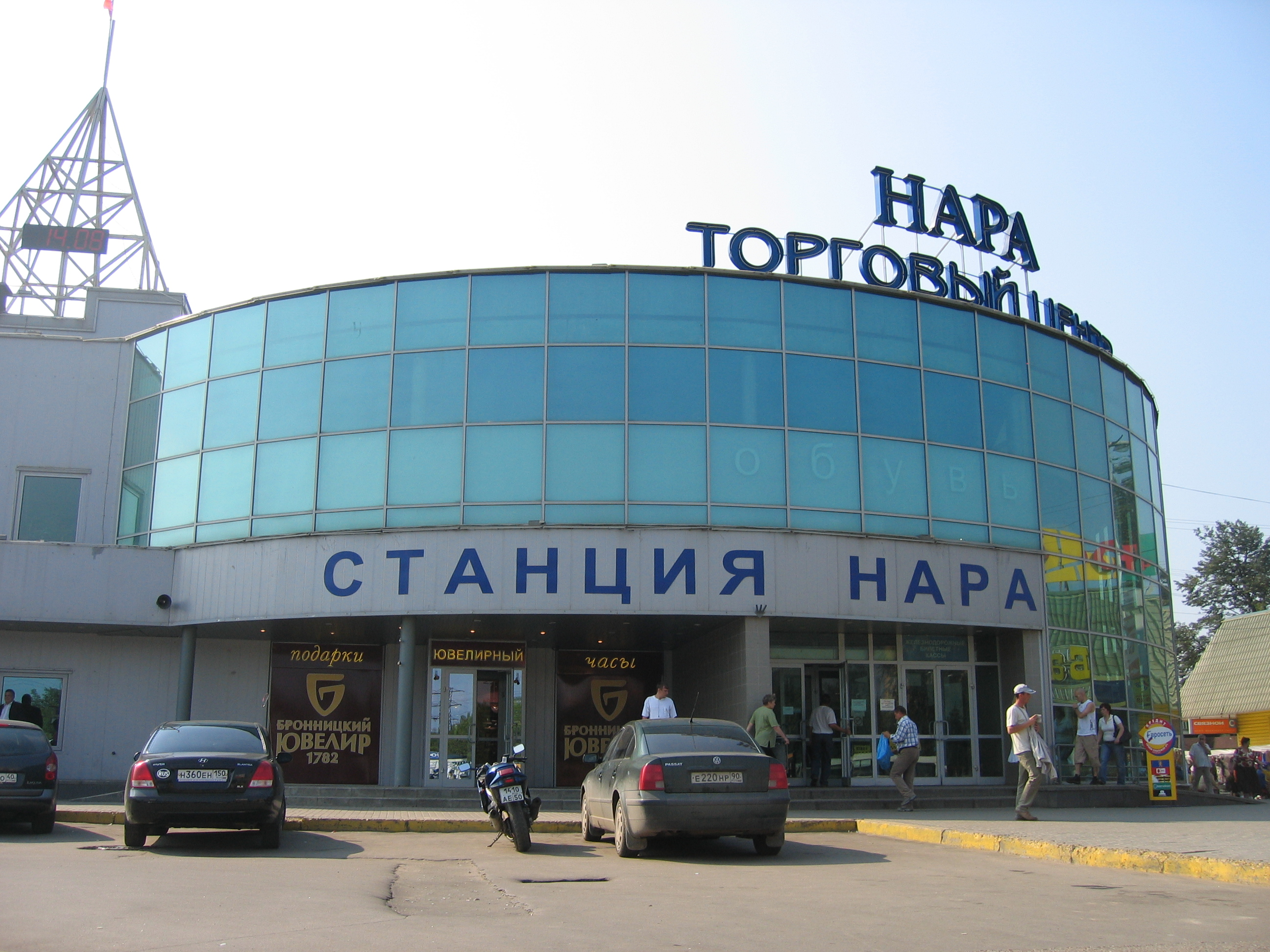
Железнодорожная станция Нара

Через город проходит железнодорожная ветка Киевского направления — станция Нара находится на расстоянии 1 км от центра города и объединяет все городские и пригородные маршруты автобусов.
Через станцию проходят все электропоезда и экспрессы, следующие до Киевского вокзала, Малоярославца и Калуги. Также является конечной остановкой для электропоездов и экспрессов Москва — Нара.
Время движения поездов от Киевского вокзала (Москва) до станции Нара — 1 час 25 минут.
С 30 мая 2010 года по Киевскому направлению от Киевского вокзала в область начали курсировать пригородные экспресс-поезда, в частности Наро-Фоминский Экспресс. Таким образом реализуется проект компании ООО «Московская пригородная компания» по созданию скоростного движения электропоездов на Московской железной дороге.

## Инфраструктура

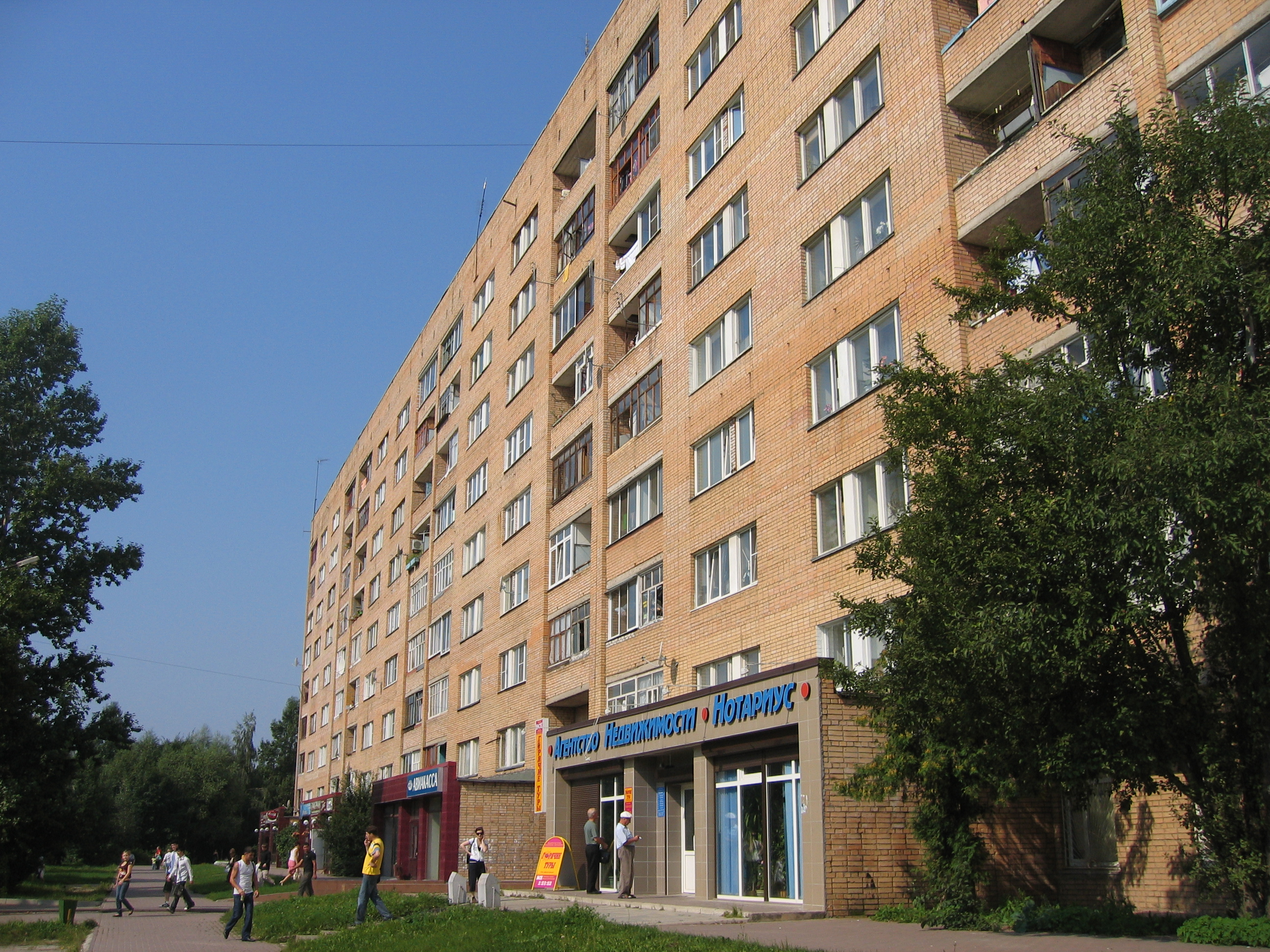
Дом № 5 по улице Полубоярова

Микрорайон Мальково

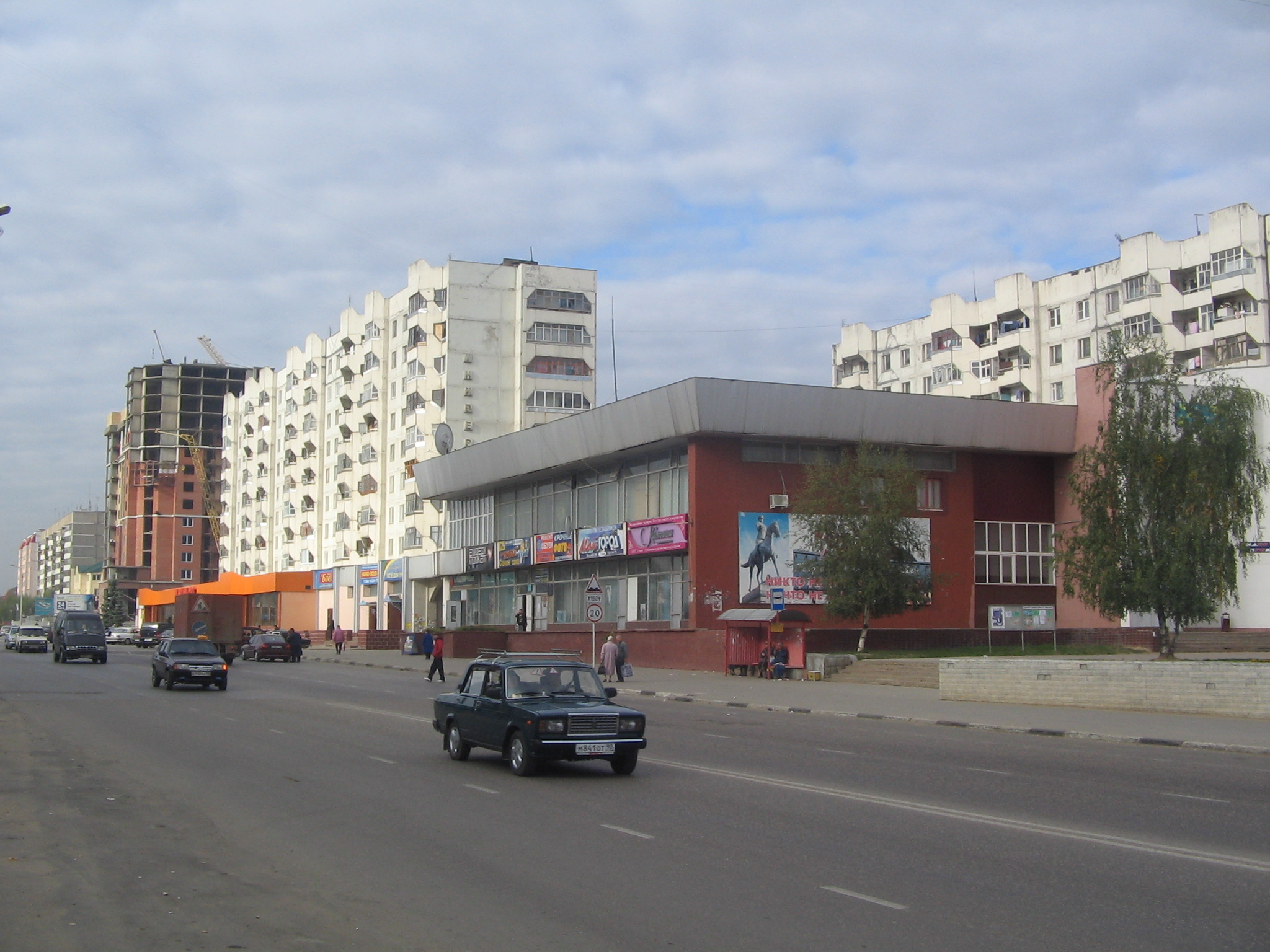
Улица Маршала Жукова

### Жилищно-коммунальное хозяйство
- ООО «ФорвардЛифтСтрой» — предприятие по обслуживанию лифтов и подъёмных механизмов. Является официальным дистрибьютором лифтового завода MacPuarSA (Испания).

### Здравоохранение
- Наро-Фоминская областная больница
- Поликлиника взрослая при областной больнице
- Детская поликлиника номер 1 при областной больнице на ул. Калинина
- Детская поликлиника номер 2 при областной больнице на ул. Шибанкова (филиал)
- Московская областная психиатрическая больница № 23 (Стационарное отделение Наро-Фоминск, ул. Калинина)
- Наро-Фоминский перинатальный центр

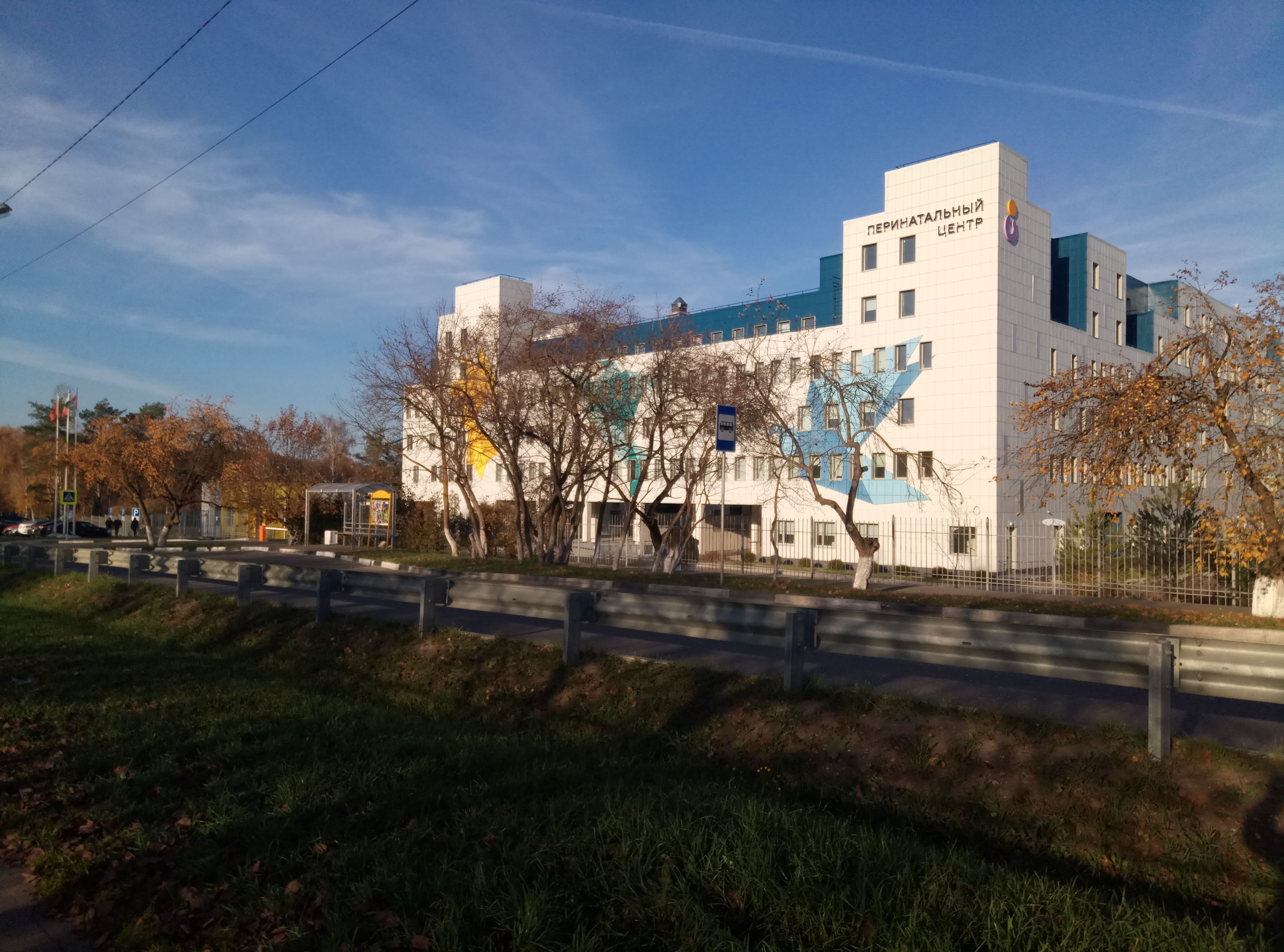
Перинатальный центр Наро-Фоминск, Калинина 30

- Военный госпиталь

## Наука
В Наро-Фоминске находится лабораторно-производственный комплекс «ГеотехВИМС», филиал Всероссийского НИИ минерального сырья им. Н. М. Федоровского. Комплекс предлагает переработку и поставку железных руд, шунгита, свинцовых руд, карбонатных марганцевых руд, а также занимается аналитическими исследованиями и проводит полупромышленные технологические испытания различных типов руд твёрдых полезных ископаемых.

## Образование
В городе 7 средних общеобразовательных школ, а также филиалы нескольких ВУЗов. В том числе МГИУ, Санкт-Петербургского института внешнеэкономических связей, экономики и права.
Также в Наро-Фоминске находится 3 учреждения, осуществляющих подготовку специалистов по программам среднего специального и среднего профессионального образования. Это — Профессиональное училище № 112, Профессиональное училище № 40, Наро-Фоминское медицинское училище, а также ЧОУ СПО СБК (Частное образовательное учреждение среднего профессионального образования «Современный бизнес колледж»).
Профессиональное училище № 112 профессии: Сбербанка (кассир, Мастер по обработке цифровой информации (Оператор ЭВМ, Мастер общестроительных работ, Портной, Мастер садово-паркового и ландшафтного строительства, Слесарь (слесарь-ремонтник, Мастер общестроительных работ, Мастер отделочных работ, Садовник, Оператор швейного оборудования).
Профессиональное училище № 40, профессии: Мастер общестроительных работ (специальности: каменщик, штукатур, столяр-плотник, электросварщик ручной сварки), помощник машиниста локомотива (помощник машиниста электровоза, электропоезда), автомеханик, повар, кондитер, парикмахер, коммерсант в торговле.
Современный бизнес колледж, направления подготовки: Земельно-имущественные отношения, Операционная деятельность в логистике, Правоохранительная деятельность и экономика и бухгалтерский учет.

### Дополнительное образование
В городе большое количество кружков, секций и школ дополнительного образования. Среди них:
- Школа искусств Romantic Sound для детей и взрослых (обучение игре на гитаре, фортепиано, укулеле, вокал, рисование итд.)
- МАУ ЦСШ № 1 — центральная детская спортивная школа
- ЦДШИ «Гармония» г. Наро-Фоминск (Муниципальная школа искусств)
- Детский центр всестороннего развития Клуб ЭЛЕМЕНТ

## Культура
В городе один музей — Наро-Фоминский историко-краеведческий музей.
В декабре 2010 года был открыт трёхзальный кинотеатр «Салют» в торгово-развлекательном центре «Серпантин», который был построен на месте снесённого кинотеатра «Октябрь».
Районный дворец культуры «Звезда» — главное учреждение культуры Наро-Фоминского района. Каждый год здесь проходит около 250 мероприятий, которые посещают до 70 000 человек. На базе ДК работают свыше 25 творческих коллективов, студий и кружков, два из которых носят звание народных.

## Религия
Статистические сведения о религиозных организациях, осуществляющих свою деятельность на территории Наро-Фоминска.
По данным информ. портала Минюста РФ, по состоянию на 29 июня 2013 года, на территории Наро-Фоминска действуют пять местных религиозных организаций.

### Русская православная церковь (Московский Патриархат)
- Местная религиозная организация православный приход Никольского собора г. Наро-Фоминска Одинцовской епархии Московской митрополии Русской Православной Церкви (Московский Патриархат).
- Местная религиозная организация православный приход храма Новомучеников и исповедников Российских г. Наро-Фоминска Одинцовской епархии Московской митрополии Русской Православной Церкви (Московский Патриархат).

### Ислам
- Местная религиозная организация мусульман Наро-Фоминского района Московской области.

### Другие конфессии
- Местная религиозная организация Церкви Христиан Веры Евангельской «СЛОВО ЖИЗНИ» Наро-Фоминского района.
- Местная религиозная организация «Церковь Евангельских христиан-баптистов» г. Наро-Фоминск.

## Спорт
В 2006 году открыт Культурно-спортивный комплекс «Нара» (КСК Нара) — футбольный стадион. Вместимость стадиона 3 038 зрителей. Стадион оснащён полем с искусственным покрытием с подогревом, электронным табло. Тип трибуны — открытая, но западная трибуна оборудована козырьком.
Также на стадионе имеются беговые дорожки, прыжковые сектора и баскетбольные площадки.
17 февраля 2007 года открылся Дворец спорта «Нара».
Секции во Дворце спорта «Нара»:
- Бассейн (платные и бесплатные посещения бассейна, аквааэробика);
- Тренажёрно-боксёрский зал (тренажёры: физкультурно-оздоровительный, кардиологический и тяжело-атлетический комплексы; спортивное карате (дети, подростки); бокс (дети, подростки, взрослые); тайский бокс (дети, подростки, взрослые));
- Игровой зал (футбол, мини-футбол, волейбол, спортивная и эстетическая гимнастика, бодифитнес).

Есть собственный футбольный клуб «Нара», гандбольный клуб «Нара».
Есть НФКБС (Наро-Фоминский клуб боевого самбо). В него входит самбо, боевое самбо, грэпплинг. В клубе занимаются дети, подростки, взрослые.

## Связь

### Телефонная сеть
Городскую телефонную сеть обслуживает Макрорегиональный филиал «Центр» ОАО «Ростелеком», (ранее — компания ОАО «Наро-фоминский узел электросвязи», Московский филиал «ЦентрТелеком»), расположенный в центре города. Также предоставляет населению услуги телефонии и интернета («Домолинк»).
Телефонный код Наро-Фоминска +7 496.

### Почта
В городе четыре отделения Почты России (Управление федеральной почтовой связи Московской области): Наро-Фоминский почтамт на улице Маршала Жукова и три отделения связи.

## Достопримечательности
- Стела «Наро-Фоминск — Город воинской славы» на площади Победы
- Монументальная группа «Три танка» в микрорайоне Шибанкова
- Скульптурная композиция «Сердце влюблённых» на Молодёжной площади в микрорайоне Мальково
- Памятник-танк Т-34-85 — танкистам 457-го стрелкового полка, перед церковью Николая Чудотворца на площади Победы
- Военный мемориал в Детском парке на улице Калинина
- Памятный знак о награждении Наро-Фоминска орденом Отечественной войны I степени на площади Победы
- Памятник В. И. Ленину
- Стела в честь Генерал-лейтенанта М. Г. Ефремова
- Вечный огонь Славы перед Никольским храмом
- Памятник «Чёрный тюльпан» в честь воинов-интернационалистов в парке Воинов-афганцев
- Памятник лётчикам-нарофоминцам в парке Победы на Профсоюзной улице
- Обелиск комсомольцам, погибшим в боях за Наро-Фоминск (на улице Погодина)
- Памятник павшим воинам Латышской 201-й стрелковой дивизии в парковой зоне недалеко от Латышской улицы и станции Латышская
- Памятник на братской могиле советских воинов на улице Карла Маркса
- Памятник на братской могиле советских воинов в микрорайоне Красная Пресня
- Памятник на братской могиле советских воинов в микрорайоне Шибанкова
- Стела в честь названий двух улиц в Привокзальном микрорайоне: Маршала П. П. Полубоярова и братьев лётчиков С. Г. и А. Г. Курзенковых

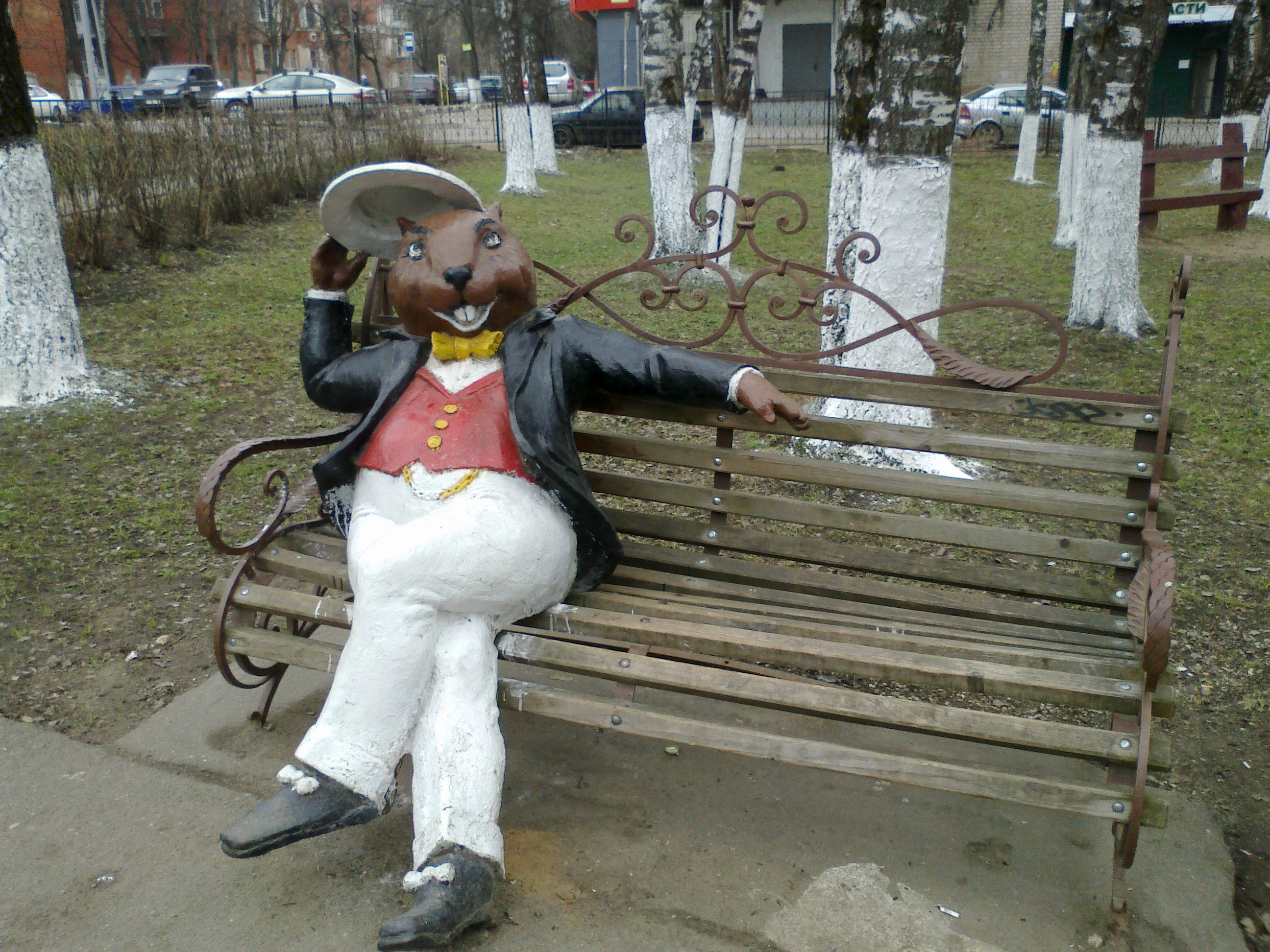
Бобруйский сквер, ул. Калинина

## Галерея

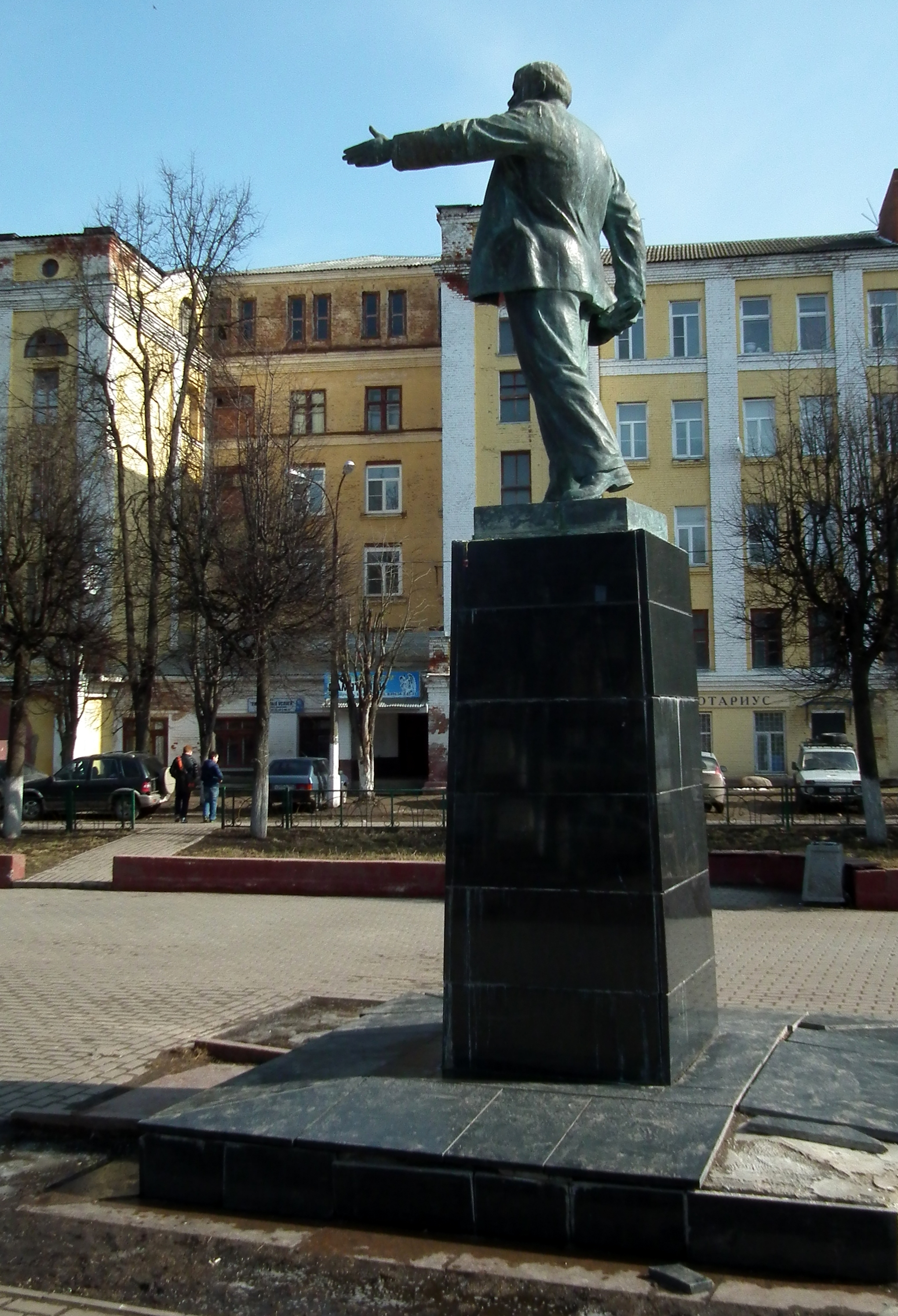
Памятник В. И. Ленину
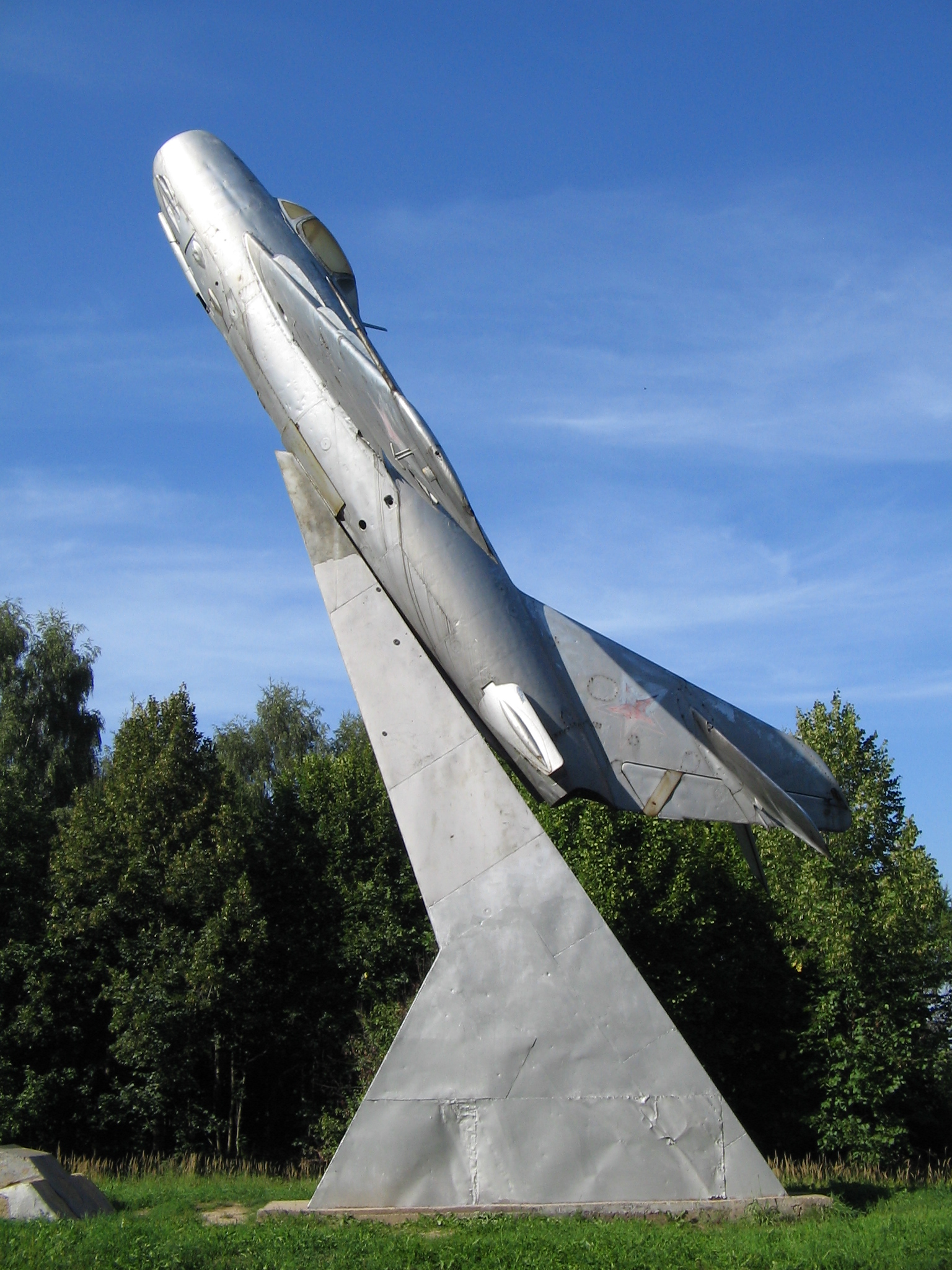
Памятник лётчикам-нарофоминцам
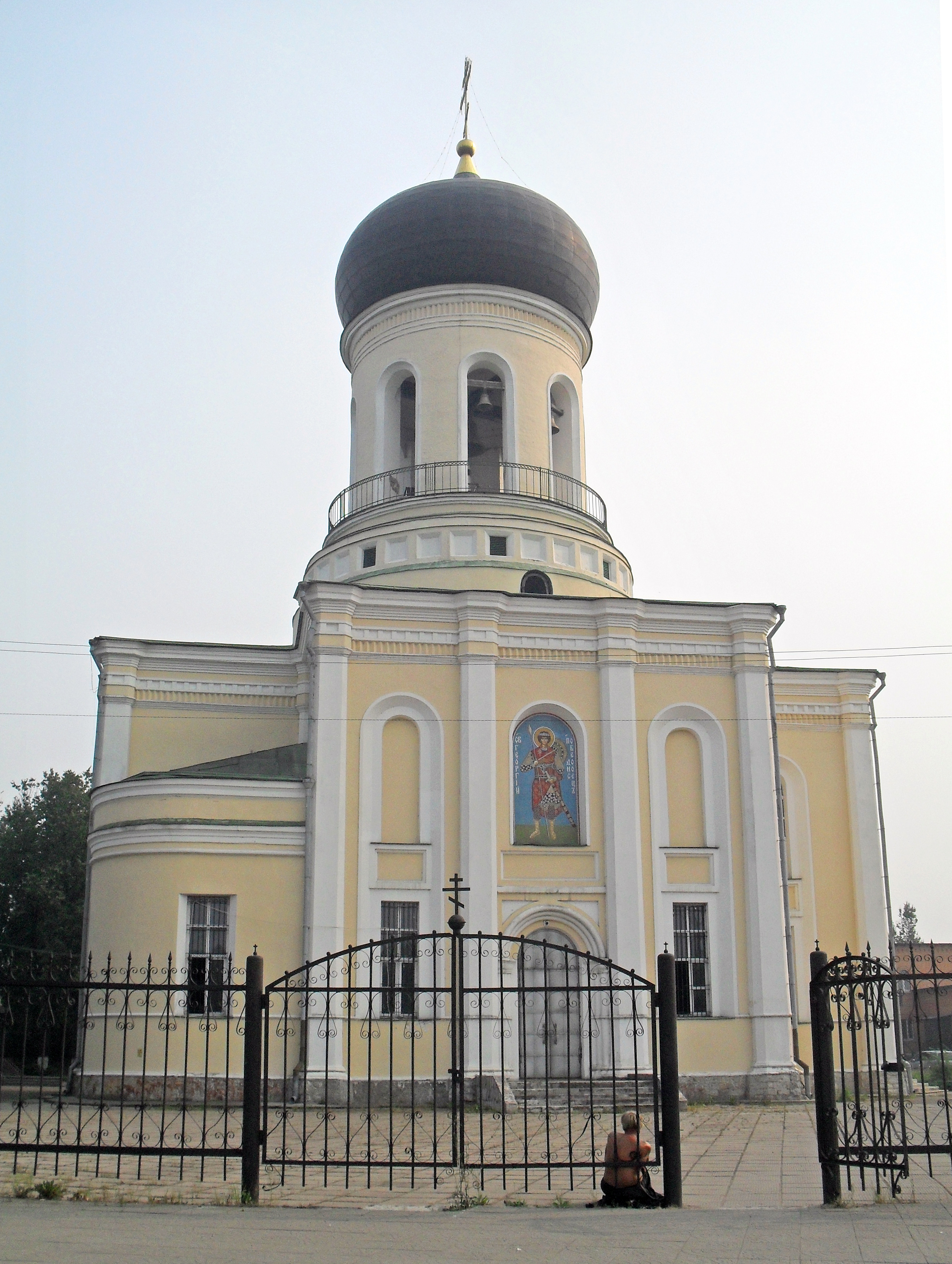
Церковь Николая Чудотворца
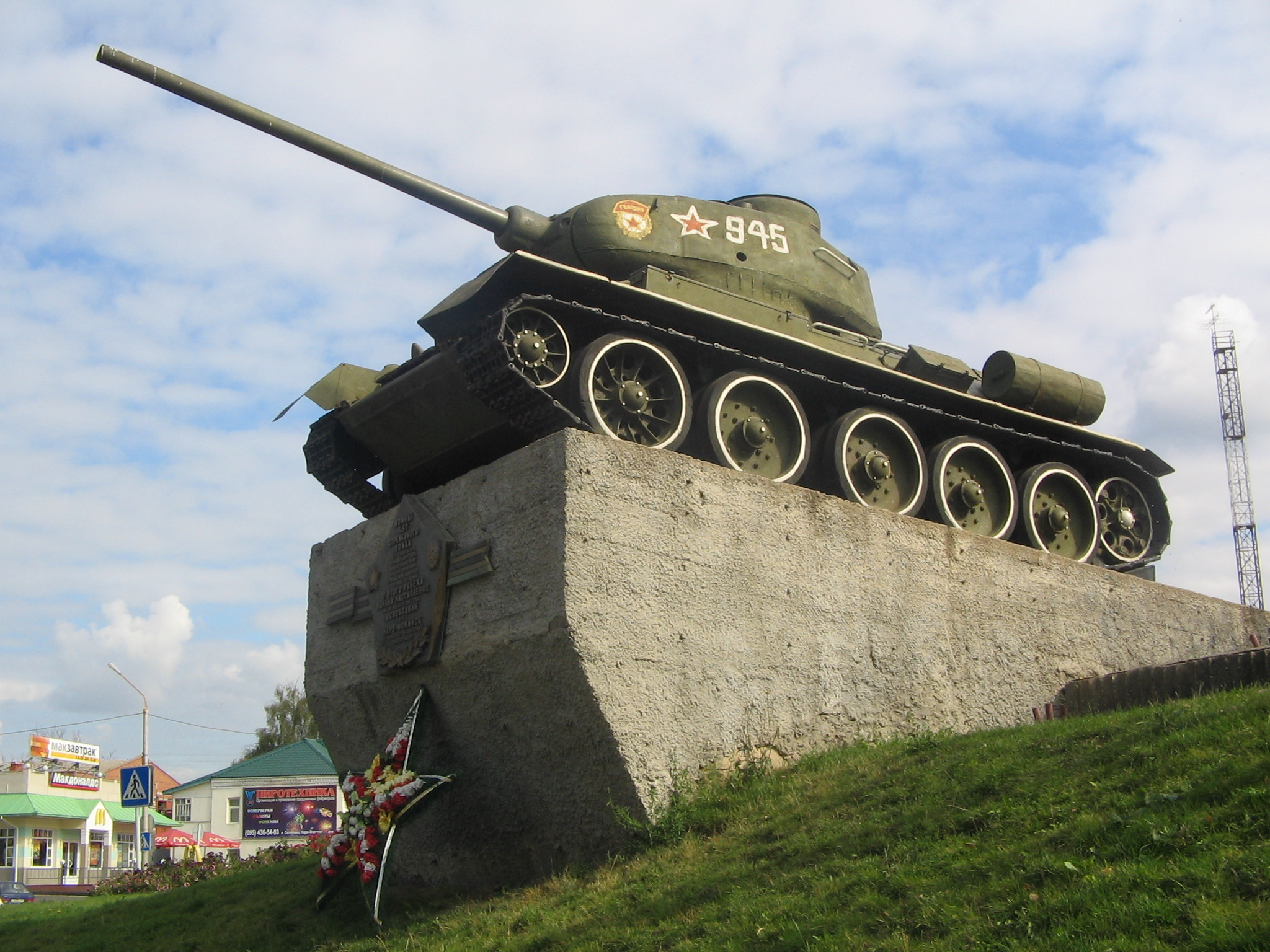
Памятник воинам 457-го стрелкового полка
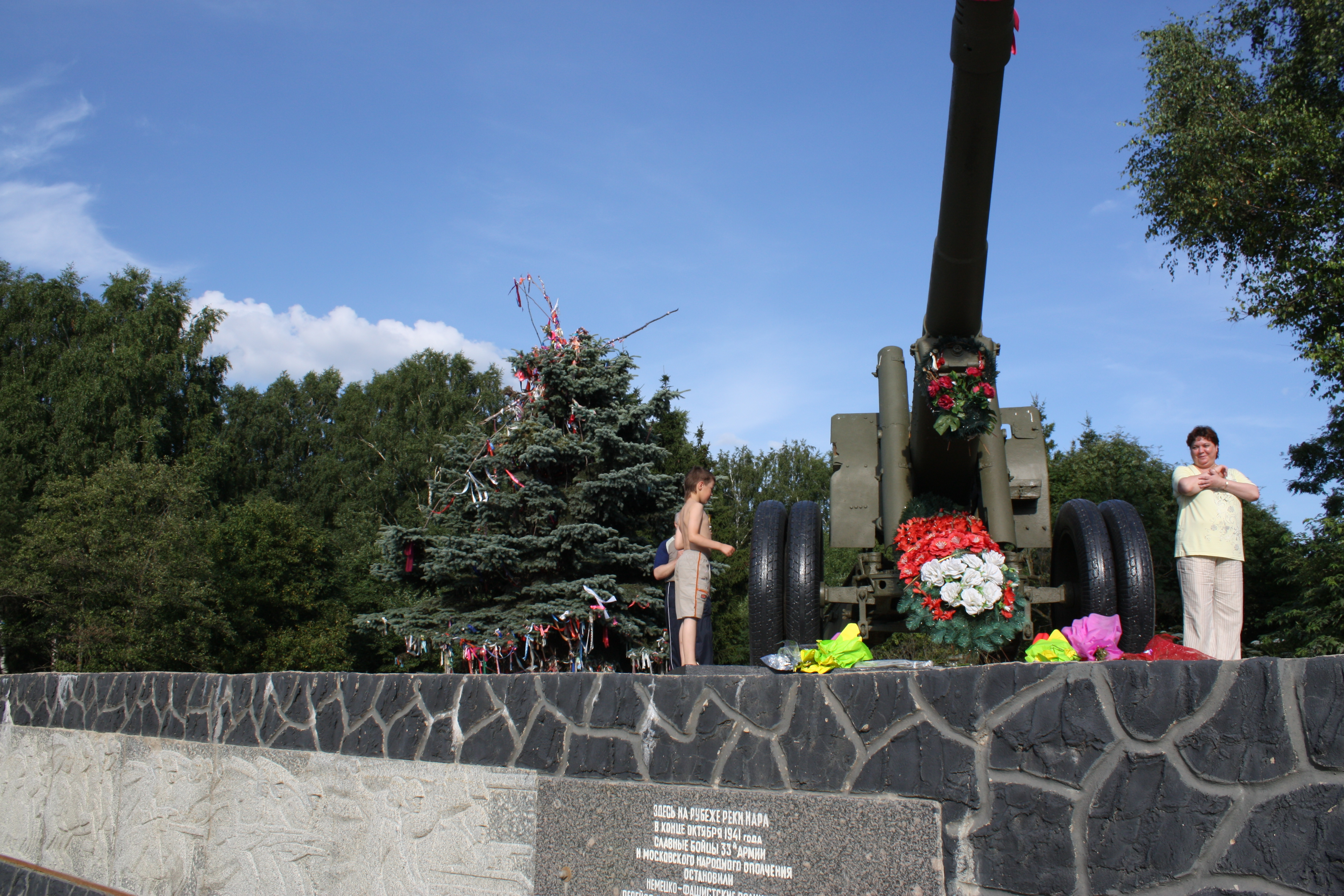
Памятник артиллеристам 33-й армии
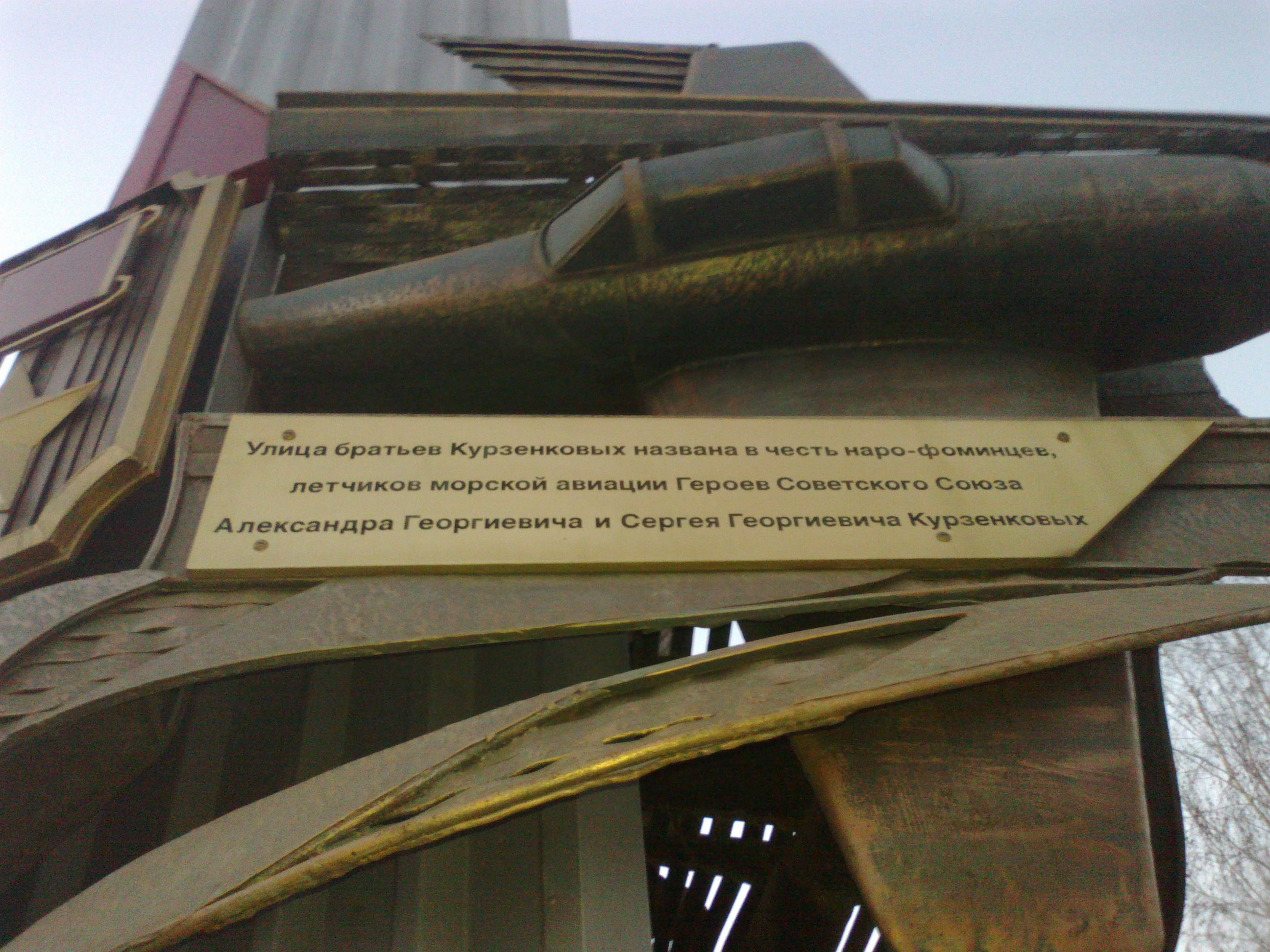
Монумент на станции Нара, на улице Курзенковых
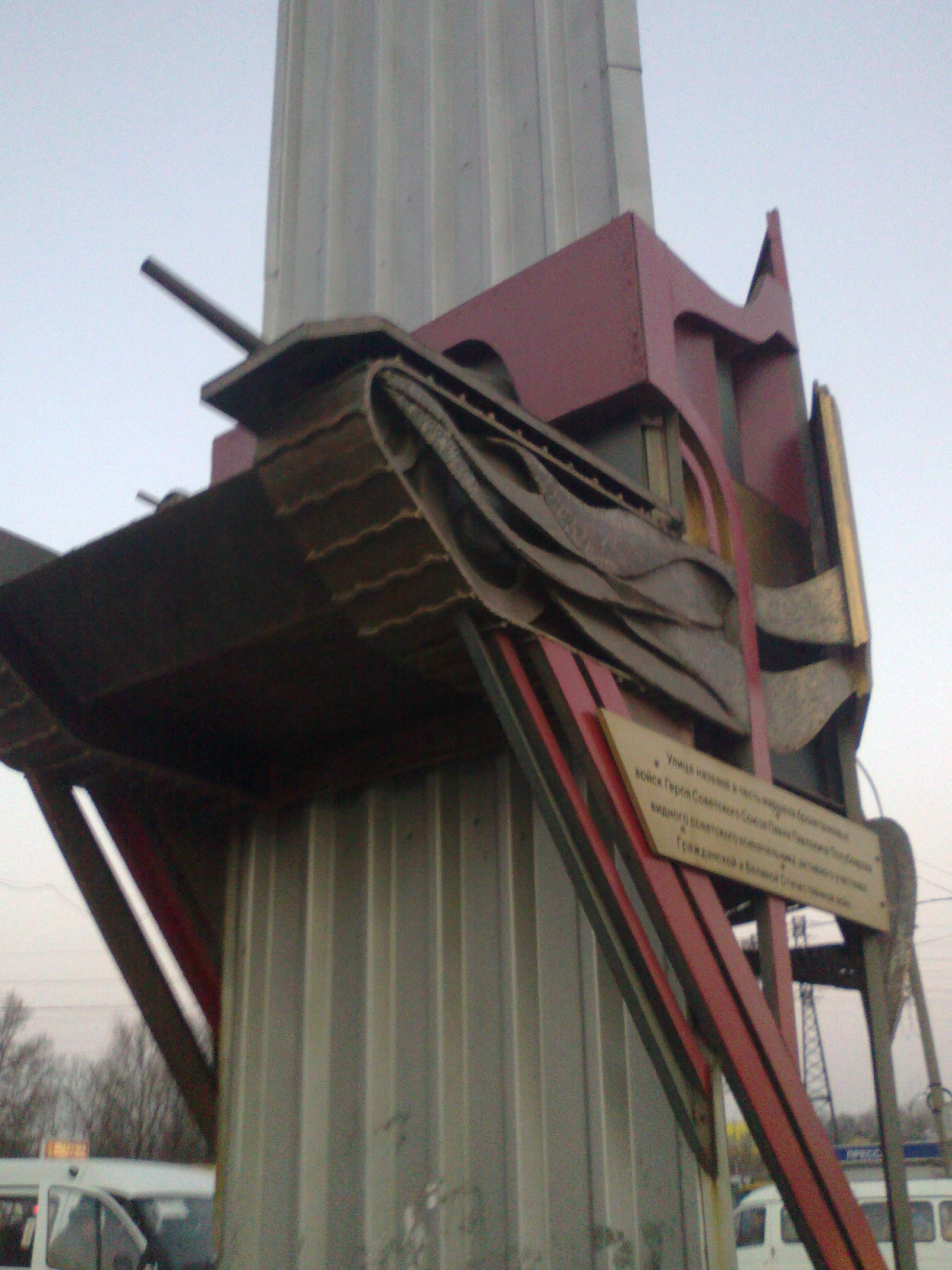
Монумент на улице Полубоярова
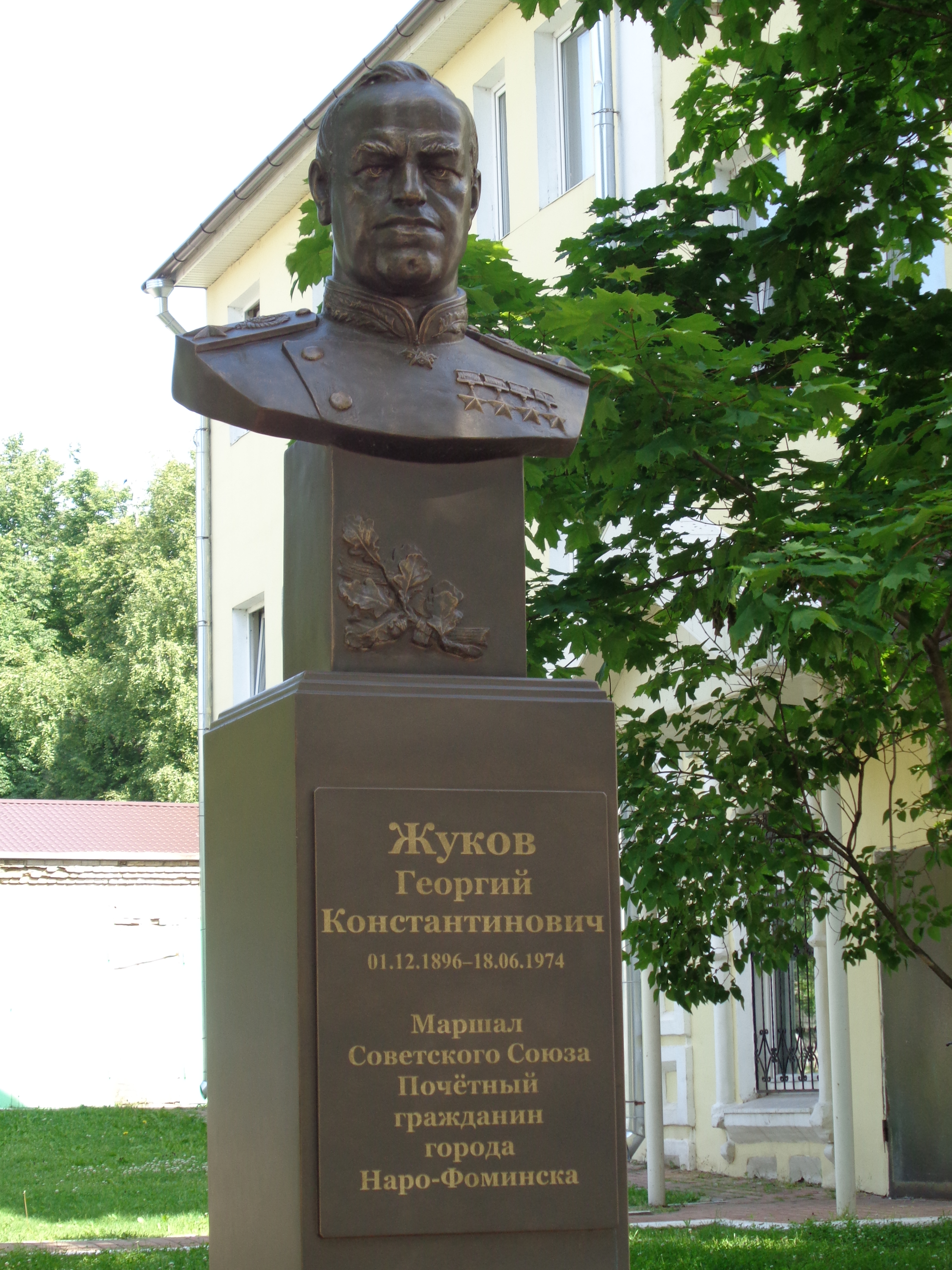
Бюст маршала Г. К. Жукова около администрации
Фабричная мозаика
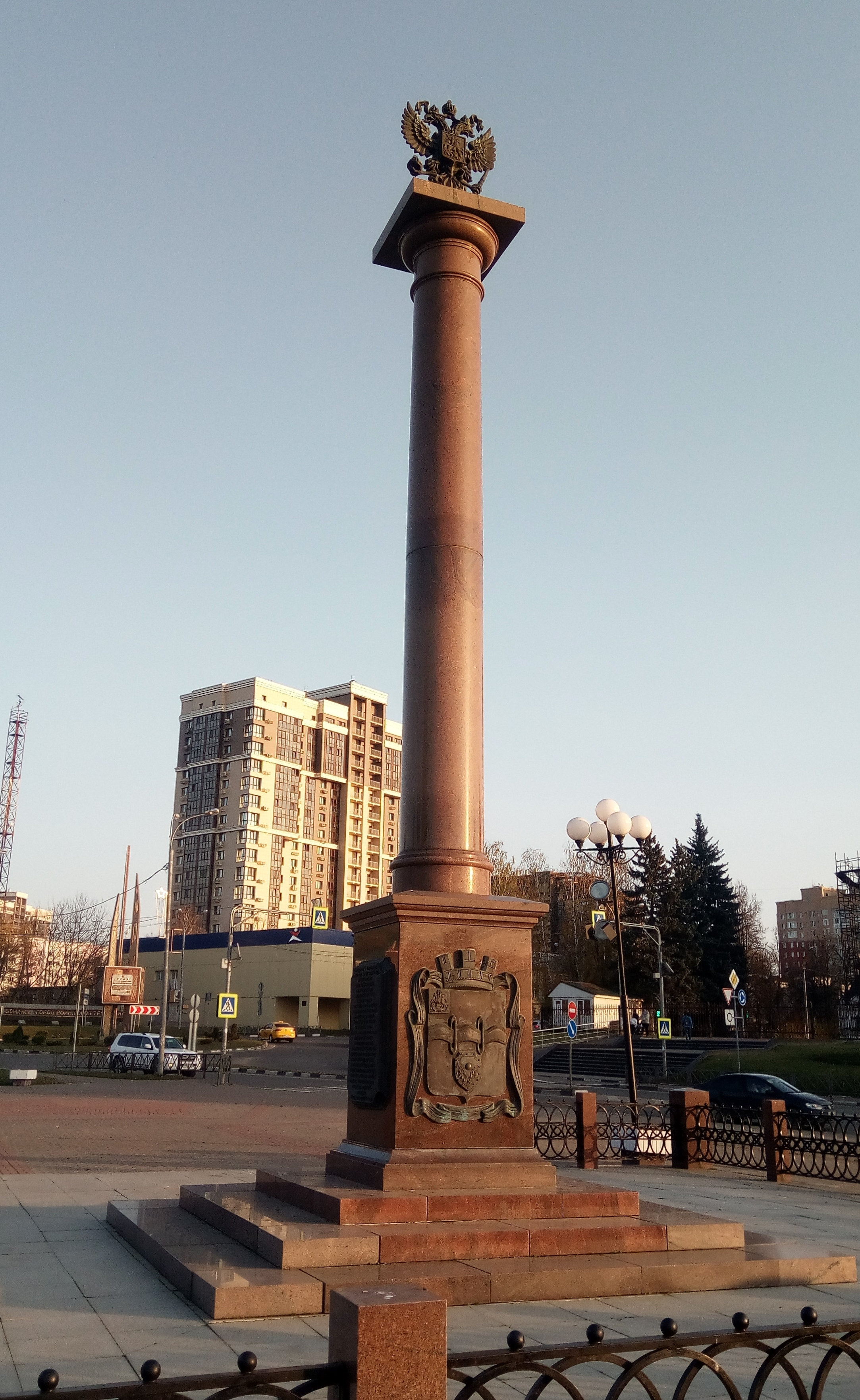
Стела «Город воинской славы»
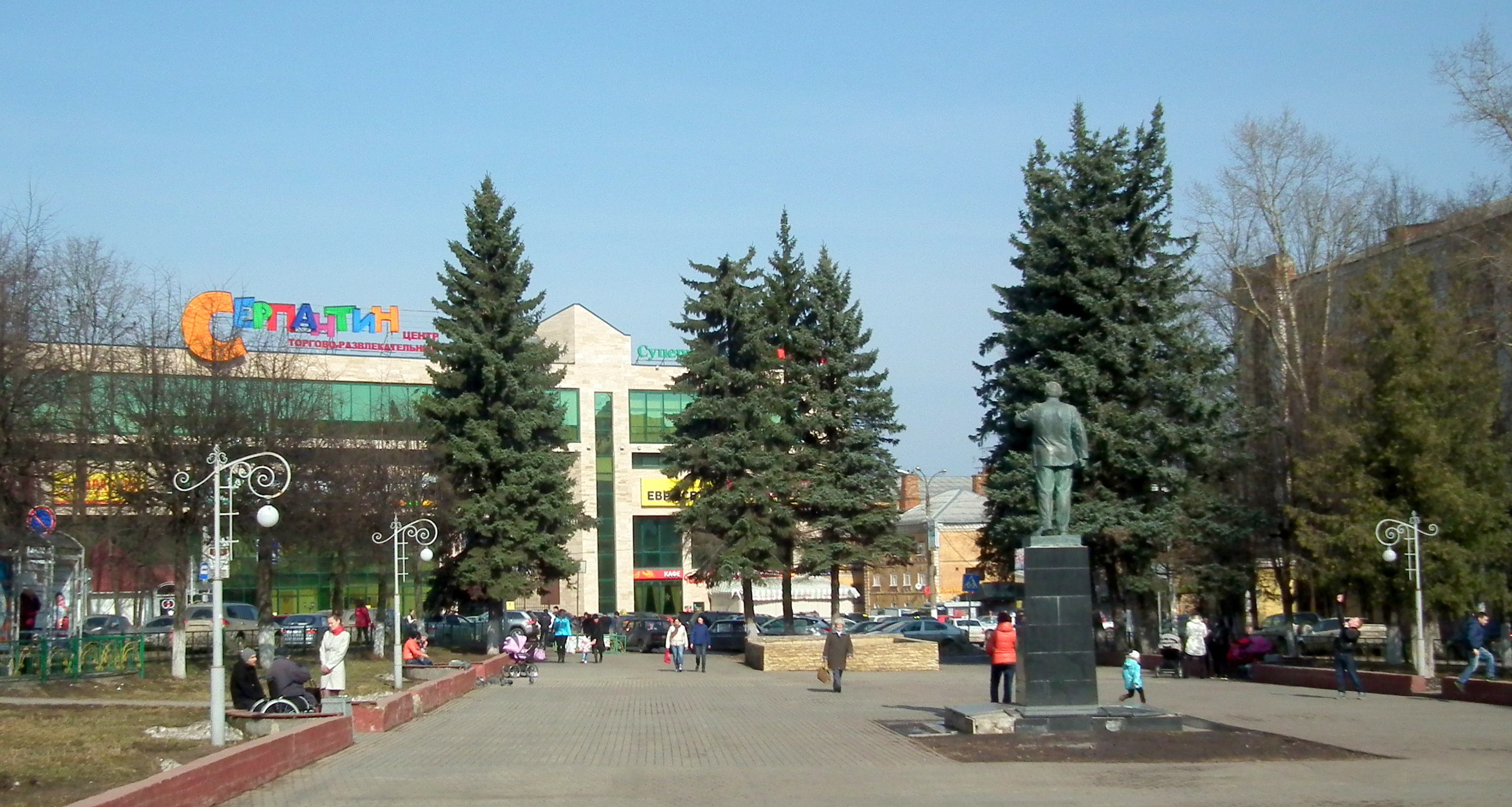
ТРЦ «Серпантин»
Волошина, Вера Даниловна. Удостоена звания Героя Советского Союза. Сражалась под городом Наро-Фоминск

## Города-побратимы
- Бобруйск (Беларусь)
- Даугавпилс (Латвия)
- Екабпилс (Латвия)
- Елин-Пелин (Болгария)
- Грозный (РФ)[56]
- Кантемировка (РФ)
- Фошань (2017) https://nfreg.ru/ob-okruge/istoriya-naro-fominskogo-rajona/istoricheskie-ocherki/goroda-pobratimy/
- Чистополь (2012) https://nfreg.ru/ob-okruge/istoriya-naro-fominskogo-rajona/istoricheskie-ocherki/goroda-pobratimy/
- Вязьма (2021) https://vyazma.bezformata.com/listnews/vyazma-i-naro-fominsk-goroda/94323027/
- Район Сокольники (2022) https://mundelo.ru/sokolniki/podpisano-soglashenie-ob-ustanovlenii-pobratimskih-svyazej-mezhdu-rajonom-sokolniki-i-naro-fominskim-gorodskim-okrugom/

## Улицы Наро-Фоминска
Улица Московская, Туннельный проезд, улица Полубоярова, улица Курзенкова, улица Генерала Ефремова, улица Володарская, улица Найдова Железова, улица Шибанкова, Кубинское Шоссе, улица Маршала Куркоткина, Площадь Свободы, улица Маршала Жукова, улица Калинина, улица Комсомольская, улица Ленина, улица Карла Маркса, улица Рижская, Пионерский Проезд, Переулок Боброва, улица Профсоюзная, улица Чехова, улица Латышская, улица Погодина, Киевское Шоссе.